# Пеания (дим)
Пеани́я (греч. Δήμος Παιανίας) — община (дим) в Греции. Входит  в периферийную единицу Восточная Аттика в периферии Аттика. Население общины — 26 668 человек по переписи 2011 года. Площадь — 53,155 квадратного километра. Плотность — 501,7 человека на квадратный километр. Административный центр — Пеания. Димархом на местных выборах 2014 года выбран Спиридон Стаму (Σπυρίδων Στάμου).
Сообщество Льопеси создано в 1912 году (ΦΕΚ 262Α), в 1915 году (ΦΕΚ 148Α) переименовано в сообщество Пеания, в 1972 году (ΦΕΚ 88Α) создана община Пеания, в 2010 году (греч. ΦΕΚ 87Α) по программе «Калликратис» к общине присоединена упразднённая община Глика-Нера.

## Административное деление

Административное деление общины:
1 — Пеания
2 — Глика-Нера

Община (дим) Пеания делится на 2 общинные единицы.